# 中川王
中川王（ちゅうせんおう、224年 - 270年10月）は、高句麗の第12代の王（在位:248年 - 270年）。姓は高、諱は然弗。中壌王ともいう。先代の東川王の子であり、243年に王太子に立てられ、248年9月に先王の死去とともに即位した。

## 治世
即位年の11月に、王弟の預物・奢句らが反乱を起こそうとしたのでこれを誅滅した。王后には椽那氏を立てていたが、のちに貫那夫人を寵愛し、小后（側室）にしようとした。王后と貫那夫人とが寵を争って謗り合いをしたが、貫那夫人に詐言があって王は怒り、251年に貫那夫人を革袋に入れて西海に棄てさせた。
259年12月に魏の将軍の遅楷が攻めてきたが、精兵五千を送り梁貊の谷で大いに破り、首級八千をあげた。
在位23年にして270年10月に死去し、中川の原に埋葬され、中川王と諡された。